# Amy Hennig
Pour les articles homonymes, voir Hennig.
Amy Hennig, née le 19 août 1964, est une créatrice et réalisatrice de jeux vidéo, et une scénariste auparavant employée par la compagnie de jeu vidéo Naughty Dog. Elle a commencé sa carrière sur des jeux de la NES, plus particulièrement sur le jeu Michael Jordan: Chaos in the Windy City sur Super Nintendo. Elle se fait connaître chez Crystal Dynamics grâce à la série de jeux Legacy of Kain, puis chez Naughty Dog, pour son travail sur les séries Jak and Daxter et Uncharted.
À propos de son style d'écriture, Hennig croit que la direction créative d'un script a plus d'importance que les graphismes d'un jeu. Désignée comme une des femmes les plus influentes dans l'industrie du jeu vidéo par le magazine Edge, elle est régulièrement citée comme un exemple de femme qui parvient à s'imposer dans un milieu fortement masculin.
En 2019, elle reçoit un Game Developers Choice Award pour l'ensemble de sa carrière.

## Biographie
Amy Hennig a révélé qu'en 1977, trois événements ont eu une forte influence sur son travail : la sortie de l'Atari 2600, le film Star Wars, épisode IV : Un nouvel espoir et le jeu de rôle Donjons et Dragons ont changé sa façon de voir le développement des jeux et du divertissement.
Hennig a étudié à l'université de Californie à Berkeley où elle obtient un bachelor's degree en littérature anglaise. Elle part ensuite dans une école de cinéma dans l'université d'État de San Francisco, où elle est engagée comme artiste sur un jeu Atari appelé ElectroCop. C'est son travail sur ce jeu qui l'a fait réaliser que l'industrie du jeu vidéo l'intéressait plus que l'industrie du film ; elle quitte l'école de cinéma peu après. Hennig admet que son diplôme en littérature et ses études en cinéma lui ont servi : « Everything I learned as an undergraduate with English literature and in film school about editing and shots and the language of film has come into play, but in a way I couldn't possibly have planned. ».

## Carrière
Hennig travaille dans l'industrie du jeu vidéo à partir de 1989. Une grande partie de ses premiers postes portaient sur des jeux destinés à la Nintendo Entertainment System, d'abord en tant qu'animatrice et artiste. Son premier poste était comme artiste free lance pour ElectroCop, un jeu prévu sur Atari 7800 mais jamais édité, basé sur la version Atari Lynx. Elle rejoint plus tard Electronic Arts comme animatrice et artiste, travaillant sur un titre finalement annulé, Bard's Tale 4 et sur Desert Strike: Return to the Gulf. Elle passe ensuite à la conception et la direction de jeux vidéo.
Deux ans après avoir été engagée par Electronic Arts, Hennig travaille en tant qu'artiste sur Michael Jordan: Chaos in the Windy City. Quand le concepteur en chef démissionne, Hennig reprend le poste. À la fin des années 1990, elle rejoint Crystal Dynamics, où elle est assistante pour Silicon Knights dans le développement de Blood Omen: Legacy of Kain. Elle devient réalisatrice, productrice et auteur pour Legacy of Kain: Soul Reaver,, postes qu'elle occupe à nouveau pour les deux suites Legacy of Kain: Soul Reaver 2 et Legacy of Kain: Defiance.
En 2009, Hennig est directrice créative pour Naughty Dog. Au sein de cette compagnie, elle a d'abord travaillé sur la série Jak and Daxter, avant de devenir la réalisatrice du jeu Uncharted: Drake's Fortune et scénariste et directrice créative de la série Uncharted. Sur le jeu Uncharted 2: Among Thieves, Hennig dirige elle-même l'équipe de 150 personnes qui créent le jeu, que ce soit sur le jeu d'acteur que sur l'écriture. Elle quitte finalement le studio Naughty Dog en mars 2014, après 10 ans de collaboration ; selon IGN, elle aurait été forcée à partir, notamment par Neil Druckmann, scénariste du dernier grand succès du studio, The Last of Us, rumeur démentie par la suite. Le 3 avril 2014, Hennig rejoint Visceral Games pour travailler sur un jeu lié à la franchise Star Wars. Malheureusement, elle quitte le studio de développement le 17 octobre 2017 à la suite de sa fermeture par Electronic Arts. 
À la suite de cette mésaventure, Amy Hennig quitte Electronic Arts dans la plus grande discrétion en janvier 2018, et fonde par la suite, un studio indépendant.

## Style d'écriture
Hennig considère le terme « jeu de plate-forme » comme dépassé et mal utilisé dans beaucoup de jeux modernes, lui préférant d'autres désignations comme « jeu de traversée » pour certains. Elle pense aussi que se focaliser sur les graphismes peut inhiber un jeu, en ajoutant qu'une fois que les auteurs de jeu se concentreront sur l'expression créative, les jeux vidéo deviendront bien meilleurs.
Elle utilise souvent des personnages de soutien pour mettre en évidence des aspects de la personnalité des autres personnages à travers des interactions au sein du script. Par exemple, Chloe Frazer agit comme une ennemie de Nathan Drake, mettant ainsi en lumière les aspects les plus sombres de la personnalité et du passé du héros. À propos de son travail sur la série Uncharted, Hennig en décrit l'écriture et l'intrigue comme l'« apogée » (« bleeding edge ») du genre de jeux vidéo cinématographique.
Elle remporte un Writers Guild of America Video Game Writing Award parmi d'autres récompenses, pour son travail sur Uncharted 2: Among Thieves,.

## Influence
Hennig a été citée comme un exemple de femme à succès dans un milieu typiquement masculin, et de comment les femmes parviennent à devenir importantes dans ceux-ci. Hennig elle-même a déclaré n'avoir eu affaire à aucun sexisme dans ce milieu, et que des points de vue masculins l'ont aidé à de nombreuses reprises. Le magazine britannique de jeux vidéo Edge l'a nommé parmi les 100 femmes les plus influentes dans l'industrie du jeu.